# Lars Oftedal (Politiker)

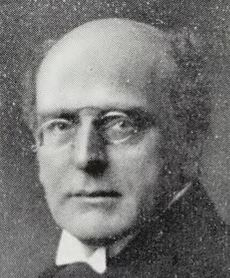
Lars Oftedal

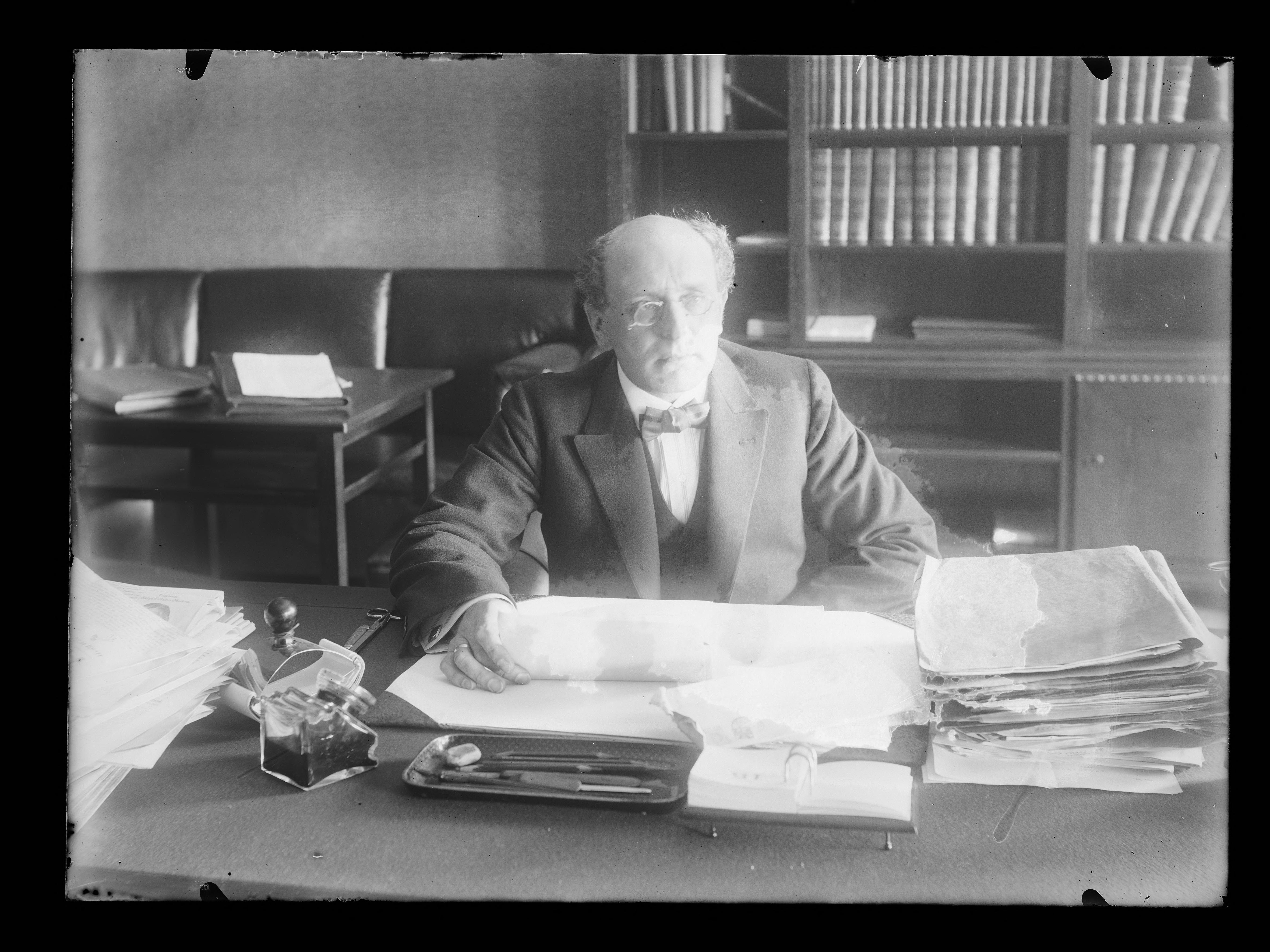
Oftedal am Schreibtisch

Lars Oftedal (* 3. Januar 1877 in Stavanger; † 19. April 1932 ebenda) war ein norwegischer Journalist und Politiker.

## Leben
Oftedal wurde als Sohn des bekannten Pfarrers und Politikers Lars Oftedal und dessen Ehefrau Olava Mathilde Olsen (1839–1931) geboren. Er absolvierte eine Schule in Kristiania und legte 1894 das Examen artium in Stavanger ab. Es folgte ein juristischer Abschluss in Kristiania. 1899 wurde er cand. jur.
Am 27. Oktober 1899 heiratete er Alice Stephansen (1877–1938), Tochter des Reeders Lauritz Christian Stephansen. Aus der Ehe gingen die Kinder Sven (1905–1948) und Christian (1907–1955) hervor.
Er wurde Redaktionssekretär bei der von seinem Vater herausgegebenen Zeitung Stavanger Aftenblad. Nach dem Tod des Vaters im Jahr 1900 wurde er Herausgeber der Zeitung. Er entwickele die Zeitung von der kleinstädtischen Provinzzeitung hin zu einem Blatt mit intellektuellem, überregionalen Anspruch. Er führte Auslandskorrespondenten und einen täglichen Kommentar ein. Bis 1921 hatte sich die Auflage von 2.000 auf 21.000 Exemplare verzehnfacht. Inhaltlich stand die Zeitung der Partei Venstre nah, der Oftedal auch angehörte.
Ab 1907 war er Stadtrat in Stavanger. Von 1914 bis 1922 war er Stadtratsvorsitzender. Von 1921 bis 1927 gehörte er dem norwegischen Parlament Storting an.

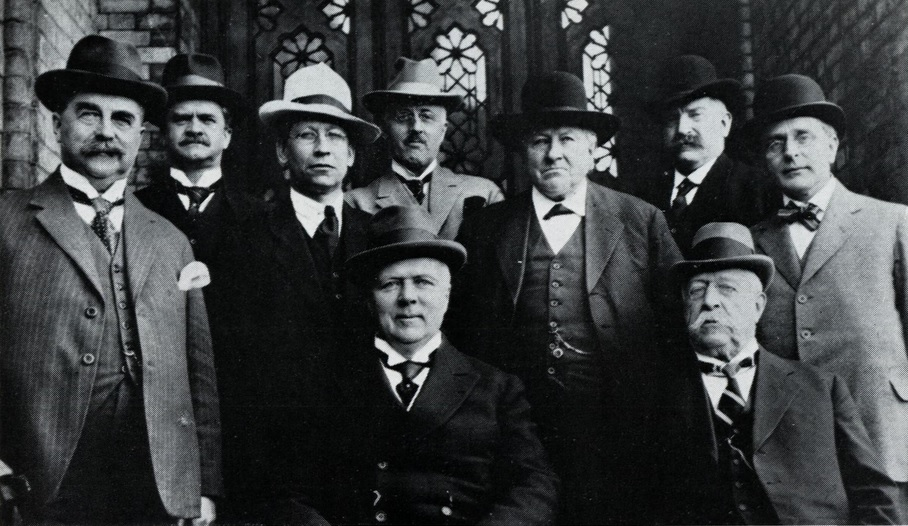
Oftedal (rechts) als Sozialminister in der Regierung Blehr, 1922

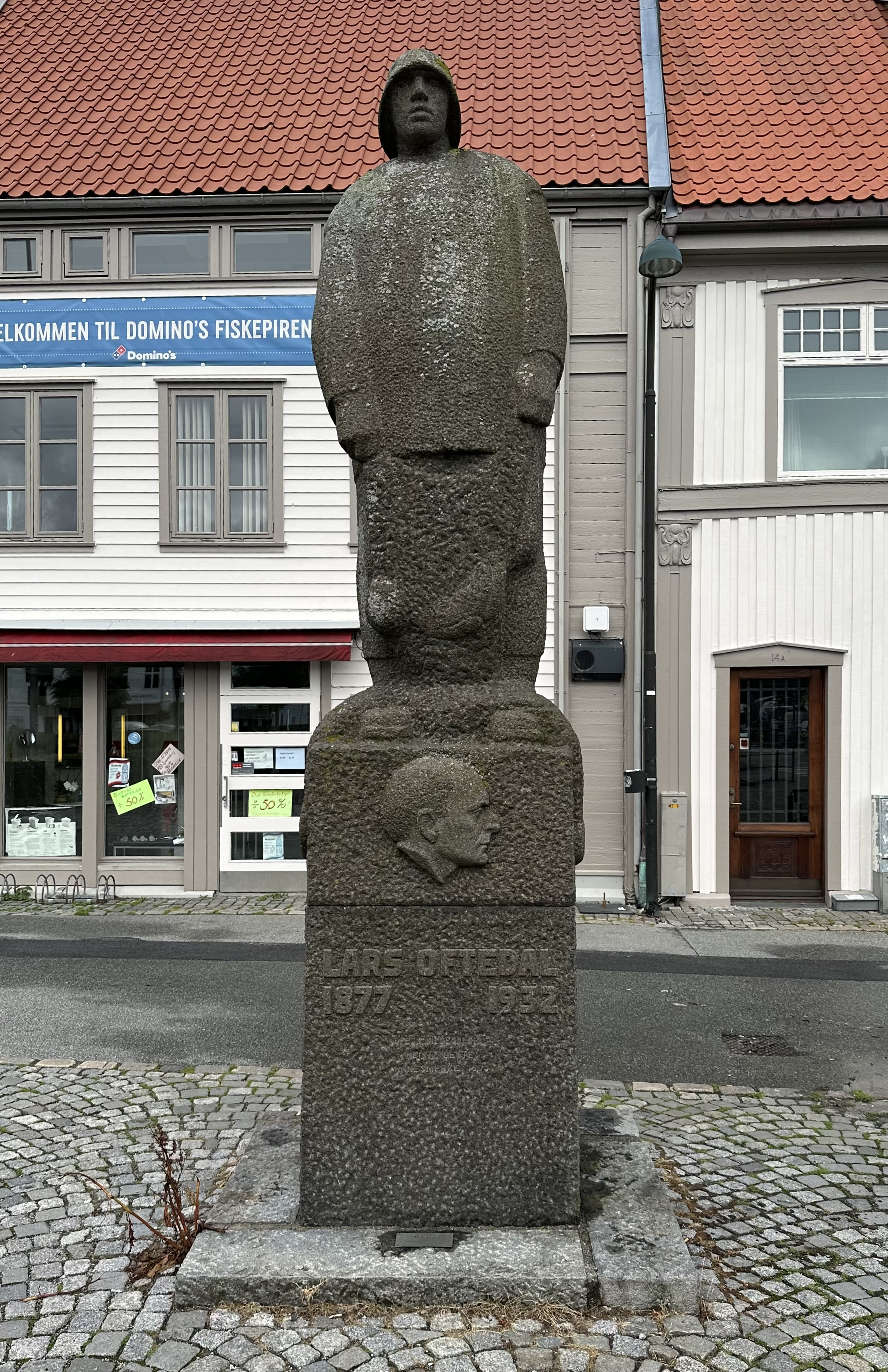
Für Oftedal errichtetes Denkmal in Stavanger, 2023

Zwei Mal lehnte er das Angebot Gunnar Knudsens ab, als Minister in die norwegische Regierung einzutreten. 1921 wurde er dann jedoch unter Otto Blehr bis 1922 norwegischer Sozialminister. Mit Unterstützung der Arbeiderpartiet brachte er 1922 ein Schiedsgerichtsgesetz durch das Storting. Ein von ihm erarbeiteter Vorschlag für die Altersversorgung fand jedoch keine Mehrheit und scheiterte am Widerstand von Arbeiderpartiet und Høyre. Von 1922 bis 1923 war er Handelsminister. Nach dem Sturz der Regierung im Jahr 1923 wurde er unter Johan Ludwig Mowinckel von 1924 bis 1926 erneut Sozialminister. Sein Vorschlag zur Einführung des Arbeitslosengeldes wurde von der folgenden konservativen Regierung zurückgezogen. Mehrere von ihm vorgeschlagene Reformen wurden erst Ende der 1940er Jahre unter seinem Sohn Sven Oftedal, der ebenfalls Sozialminister wurde, umgesetzt.
Von 1928 bis 1931 war er erneut Handelsminister. Mit zunächst provisorischen, später dauerhaften Regelungen brachte er 1929 während einer Krise Ordnung in den Heringshandel. Er gründete in Stavanger ein Konservenlabor und verhinderte die Überfischung des Bestandes an Sprotten und Sardinen. Die von ihm herbeigeführte Beilegung des Streits um Lilleborg-Konzession führte 1931 zum Sturz der norwegischen Regierung.
Einige Monate später wurde bei ihm Krebs diagnostiziert. Trotz einer kurz vor Weihnachten 1931 durchgeführten Operation starb er im April 1932 an der Krankheit.

## Ehrung
In Stavanger wurde ihm zu Ehren 1958 das Denkmal Fiskaren errichtet.

## Werke
- Levende ord, Artikel und Reden, 1936